# FC 비토룰 콘스탄차
FC 비토룰 콘스탄샤(루마니아어: Fotbal Club Viitorul Constanța)는 오비디우를 연고로 하는 루마니아의 축구 구단이었다. 2009년 CSO 오비디우를 인수해 창단하였으며, 게오르게 하지가 구단주를 맡았었다. 2011-12 시즌 종료 후 루마니아의 최상위 리그인 리가 I으로 승격하였다. 2021년 6월에 파룰 콘스탄차와 합병하며 해단되었다.

## 성적
- 리가 I
  - 우승 (1): 2016–17
- 리가 II
  - 준우승 (1): (2011–12)
- 리가 III
  - 우승 (1): (2009–10)

## 역대 감독
| 감독          | 임기        |
| ------------- | ----------- |
| 게오르게 하지 | 2014 ~ 2020 |